# Sicydium coriaceum
Sicydium coriaceum är en gurkväxtart som beskrevs av Célestin Alfred Cogniaux. Sicydium coriaceum ingår i släktet Sicydium och familjen gurkväxter. Inga underarter finns listade i Catalogue of Life.